# Pohár Intertoto 2001
V poháru Intertoto 2001 zvítězily a zároveň postoupily do poháru UEFA tři týmy Aston Villa FC, Paris Saint-Germain FC a Troyes AC.

## 1. kolo
| Domácí v 1. zápase               | Celkem | Hosté v 1. zápase      | 1. zápas | 2. zápas |
| -------------------------------- | ------ | ---------------------- | -------- | -------- |
| NK Záhřeb                        | 2:3    | FK Pobeda Prilep       | 1:2      | 1:1      |
| FC Universitatea Craiova         | 4:3    | KS Bylis               | 3:3      | 1:0      |
| Dyskobolia Grodzisk Wielkopolski | 1:4    | PFC Spartak Varna      | 1:0      | 0:4      |
| Hapoel Haifa FC                  | 5:0    | TVMK Tallinn           | 2:0      | 3:0      |
| FK Ekranas                       | 2:2    | FC Artmedia Bratislava | 1:1      | 1:1      |
| Tatabánya FC                     | 5:4    | FC Širak               | 2:3      | 3:1      |
| Zagłębie Lubin                   | 4:1    | Hibernians FC          | 4:0      | 0:1      |
| Aarhus GF                        | 2:7    | NK Celje               | 1:0      | 1:7      |
| Dundee FC                        | 2:5    | FK Smederevo           | 0:0      | 2:5      |
| UE Sant Julià                    | 1:9    | Lausanne Sports        | 1:3      | 0:6      |
| FC Jazz Pori                     | 2:2    | Gloria Bistriţa        | 1:0      | 1:2      |
| Anorthosis Famagusta FC          | 0:9    | NK Slaven Belupo       | 0:2      | 0:7      |
| NK Čelik Zenica                  | 6:3    | Denizlispor            | 1:0      | 5:3      |
| FC WIT Georgia                   | 2-2    | SV Ried                | 1:0      | 1:2      |
| Carmarthen Town FC               | 0:3    | AIK Stockholm          | 0:0      | 0:3      |
| B68 Toftir                       | 2:4    | KSC Lokeren            | 2:4      | 0:0      |
| FK Dinamo Minsk                  | 7:1    | CS Hobscheid           | 6:0      | 1:1      |
| Tiligul Tiraspol                 | 4:1    | Cliftonville FC        | 1:0      | 3:1      |
| Ungmennafélag Grindavíkur        | 3:1    | FK Vilash Masalli      | 1:0      | 2:1      |
| Cork City FC                     | 1:3    | FK Liepājas Metalurgs  | 0:1      | 1:2      |

## 2. kolo
| Domácí v 1. zápase     | Celkem | Hosté v 1. zápase         | 1. zápas | 2. zápas |
| ---------------------- | ------ | ------------------------- | -------- | -------- |
| NK Čelik Zenica        | 1:2    | KAA Gent                  | 1:0      | 0:2      |
| Odense BK              | 2:4    | AIK Stockholm             | 2:2      | 0:2      |
| Paris Saint-Germain FC | 7:1    | FC Jazz Pori              | 3:0      | 4:1      |
| FC Basel               | 5:0    | Ungmennafélag Grindavíkur | 3:0      | 2:0      |
| Troyes AC              | 7:1    | FC WIT Georgia            | 6:0      | 1:1      |
| SK Sturm Graz          | 3:4    | Lausanne Sports           | 0:1      | 3:3      |
| FK Liepājas Metalurgs  | 4:8    | SC Heerenveen             | 3:2      | 1:6      |
| NK Slaven Belupo       | 2:0    | SC Bastia                 | 1:0      | 1:0      |
| FK Pobeda Prilep       | 4:1    | Çaykur Rizespor           | 2:1      | 2:0      |
| TSV 1860 München       | 6:3    | FK Smederevo              | 3:1      | 3:2      |
| 1. FC Slovácko         | 5:4    | FC Universitatea Craiova  | 3:2      | 2:2      |
| PFC Spartak Varna      | 2:5    | SK Tavrija Simferopol     | 0:3      | 2:2      |
| Tiligul Tiraspol       | 1:5    | Tatabánya FC              | 1:1      | 0:4      |
| NK Celje               | 6:1    | FC Artmedia Bratislava    | 5:0      | 1:1      |
| FK Dinamo Minsk        | 3:0    | Hapoel Haifa FC           | 2:0      | 1:0      |
| Zagłębie Lubin         | 3:4    | KSC Lokeren               | 2:2      | 1:2      |

## 3. kolo
| Domácí v 1. zápase    | Celkem | Hosté v 1. zápase      | 1. zápas | 2. zápas |
| --------------------- | ------ | ---------------------- | -------- | -------- |
| KSC Lokeren           | 0:5    | Newcastle United FC    | 0:4      | 0:1      |
| FK Chmel Blšany       | 1:0    | FK Pobeda Prilep       | 0:0      | 1:0      |
| Stade Rennais FC      | 7:4    | 1. FC Slovácko         | 5:0      | 2:4      |
| NK Slaven Belupo      | 2:3    | Aston Villa FC         | 2:1      | 0:2      |
| RKC Waalwijk          | 2:5    | TSV 1860 München       | 1:2      | 1:3      |
| VfL Wolfsburg         | 4:3    | FK Dinamo Minsk        | 4:3      | 0:0      |
| SV Werder Bremen      | 3:3    | KAA Gent               | 2:3      | 1:0      |
| Brescia Calcio        | 3:2    | Tatabánya FC           | 2:1      | 1:1      |
| Troyes AC             | 4:2    | AIK Stockholm          | 2:1      | 2:1      |
| SK Tavrija Simferopol | 0:5    | Paris Saint-Germain FC | 0:1      | 0:4      |
| FC Basel              | 5:3    | SC Heerenveen          | 2:1      | 3:2      |
| NK Celje              | 1:1    | Lausanne Sports        | 1:1      | 0:0      |

## Semifinále
| Domácí v 1. zápase | Celkem | Hosté v 1. zápase      | 1. zápas | 2. zápas |
| ------------------ | ------ | ---------------------- | -------- | -------- |
| Stade Rennais FC   | 2:2    | Aston Villa FC         | 2:1      | 0-1      |
| KAA Gent           | 1:7    | Paris Saint-Germain FC | 0:0      | 1:7      |
| FK Chmel Blšany    | 3:4    | Brescia Calcio         | 1:2      | 2:2      |
| FC Basel           | 5:2    | Lausanne Sports        | 3:0      | 2:2      |
| TSV 1860 München   | 3:6    | Newcastle United FC    | 2:3      | 1:3      |
| Troyes AC          | 3:2    | VfL Wolfsburg          | 1:0      | 2:2      |

## Finále
| Domácí v 1. zápase     | Celkem | Hosté v 1. zápase   | 1. zápas | 2. zápas |
| ---------------------- | ------ | ------------------- | -------- | -------- |
| FC Basel               | 2:5    | Aston Villa FC      | 1:1      | 1:4      |
| Paris Saint-Germain FC | 1:1    | Brescia Calcio      | 0:0      | 1:1      |
| Troyes AC              | 4:4    | Newcastle United FC | 0:0      | 4:4      |